# 막호발
막호발(莫護跋, ? ~ ?)은 선비족의 일파인 모용선비의 수령이자 그 시조이다. 모용목연의 아버지이며, 모용외의 증조부이다. 

## 생애
본디 막호발의 조상은 선비산(鮮卑山)에 거주하고 있었으나 이후 대릉하 일대로 이주하였으며, 위나라가 건국되자 막호발은 자신의 세력을 이끌고 요서로 옮겼다.
이후 238년 위나라의 사마의가 공손연을 토벌할 당시 이에 합류해 공을 세웠으며, 그 공으로 솔의왕(率義王)에 봉해진 뒤 극성(棘城) 북부에 근거지를 마련하였다.
또한 당시 연과 대 지방에서는 보요관(步搖冠)을 착용하는 사람들이 많이 있었으며, 이에 막호발 또한 보요관을 쓰고 다녀 막호발의 일파는 '보요(步搖)'라는 이름으로 불리게 되었다가 후에 비슷한 음을 가진 '모용(慕容)'이 되었다.
막호발의 사후 아들인 모용목연이 그 뒤를 이었다.

## 가계
- 아버지 : 미상
- 어머니 : 미상
  - 본인 : 막호발(莫護跋, ? ~ ?)
  - 부인 : 미상
    - 아들 : 모용목연(慕容木延)
    - 며느리 : 미상

## 참고 문헌
- 《진서》

|  | 모용부의 족장 막호발 | 후임 모용목연 |